# National Lampoon
National Lampoon war ein US-amerikanisches Satiremagazin, das erstmals 1970 herausgegeben wurde. Ab 1978 wurden unter dem Namen auch Filmkomödien gedreht, darunter Ich glaub’, mich tritt ein Pferd und Die schrillen Vier auf Achse.

## Geschichte
Die Zeitschrift wurde bereits seit 1969 von den Harvard-Studenten Douglas Kenney, Henry Beard und Robert Hoffman unter dem Namen Harvard Lampoon an der Universität veröffentlicht. Mitte der 1970er Jahre erreichte die Popularität des Magazins ihren Höhepunkt, die Oktoberausgabe 1974 erreichte eine Auflage von über einer Million Exemplaren. Als Illustratoren waren unter anderem Edward Gorey, Frank Frazetta, Frank Springer und Boris Vallejo tätig. 
Zwischen 1973 und 1974 gab es unter dem Namen The National Lampoon Radio Hour auch eine Radioshow, in der unter anderem John Belushi, Bill Murray und Chevy Chase auftraten. Auszüge aus diesen Shows sind auf CD erhältlich. In derselben Zeit spielten Belushi, Chase und Christopher Guest in der Off-Broadway-Produktion National Lampoon's Lemmings, die bis 1974 im Village-Gate-Theater in New York City aufgeführt wurde.
1975 verkauften die drei Gründer ihre Anteile. Der erste unter dem Markennamen erschienene Spielfilm Ich glaub’, mich tritt ein Pferd wurde 1978 zu einer der erfolgreichsten Filmkomödien seiner Zeit und war der Durchbruch für Filmregisseur John Landis. Während der 1980er Jahre gab es unter dem Namen noch erfolgreiche Spielfilme (Die schrillen Vier auf Achse, Hilfe, die Amis kommen und Schöne Bescherung), der Absatz des Magazins sank jedoch beständig. 1989 wurde es vom Schauspieler Tim Matheson übernommen, er stieß es jedoch bereits nach zwei Jahren wieder ab. Es wurde daraufhin von J2 Communications übernommen, die jedoch hauptsächlich an der Lizenzierung des Markennamens für Filmproduktionen interessiert waren. Teilweise wurde nur noch ein Magazin im Jahr auf den Markt gebracht und 1998 wurde es endgültig eingestellt. 2002 wurde der Markenname erneut verkauft und gehört seither einer Firma namens National Lampoon Inc.
Die Geschichte des National Lampoon wurde 2018 als Komödie a futile and stupid gesture (dt.: eine dumme und nutzlose Geste) durch Regisseur David Wain verfilmt, auf Grundlage des gleichnamigen Buches von Josh Karp.